# Lycosa trichopus
Lycosa trichopus là một loài nhện trong họ Lycosidae.
Loài này thuộc chi Lycosa. Lycosa trichopus được Carl Friedrich Roewer miêu tả năm 1960.